# 穆拉曼加
穆拉曼加是馬達加斯加的城市，由阿拉奧特拉-曼古羅區負責管轄，位於該國中部，海拔高度980米，2005年人口26,726。1947年3月29日晚上，反殖民運動在穆拉曼加開始，歷時一年的抗爭造成超過8,000人中死亡。
18°57′S 48°14′E / 18.950°S 48.233°E